# 豬口敏平

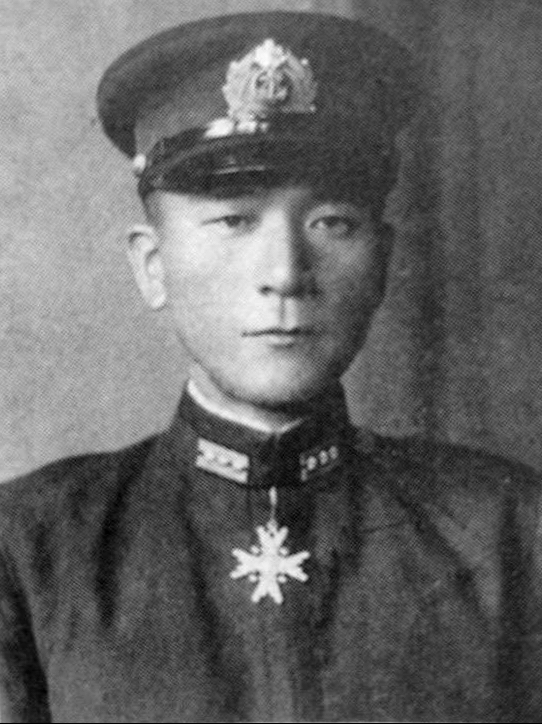
豬口敏平

猪口敏平（1896年8月11日 - 1944年10月24日）是大日本帝國海军武藏号战列舰沉沒時的舰长。

## 生平
猪口敏平生于鸟取县。1918年11月21日，猪口毕业于海军兵学校（第46届毕业生），在同届124名学员中排名第10（第一名是华族山阶宫武彦王，所以猪口的实际排名为第9）。1937年12月1日，猪口敏平出任球磨号轻巡洋舰副舰长，直到1938年4月1日离职。
1939年11月15日，猪口敏平晋升海军大佐，1940年10月15日，猪口成为石廊号舰长，这是他首次被委以舰长一职。1942年7月1日，猪口敏平出任名取號輕巡洋艦舰长。
1942年11月1日，日军登陆塔宁巴尔群岛，猪口敏平在行动中指挥名取號輕巡洋艦，1943年1月9日，名取號輕巡洋艦遭美国潜艇遍罗鱼号鱼雷袭击。两枚鱼雷击中船尾，不仅船尾被炸断，船舵也受损了，但名取號輕巡洋艦死里逃生，返回了基地。1943年1月20日，猪口敏平被调转至横须贺镇守府，不再担任名取號輕巡洋艦舰长。名取号被击伤一事似乎没有影响到猪口敏平的军人生涯，因为他在事发后的2月15日就被调到了第2艦隊 (日本海軍)，之后于23日被任命为高雄号重巡洋舰舰长。在猪口敏平任舰长期间，高雄号曾两度巡航埃内韦塔克环礁截击正在侵袭中太平洋的美军，一次是9月18至25日，另一次是10月17至23日，但均未遇敌交战。1943年10月28日，猪口将高雄号指挥权移交給他人后再一次回到到了横须贺镇守府。
1944年10月15日，猪口晋升海军少将，在雷伊泰灣海戰中指挥武藏号战列舰。10月24日，在雷伊泰灣海戰中，武藏号战列舰遭遇多轮空袭，被炸弹和鱼雷击中多次，猪口敏平左肩受伤，命全体舰员“准备弃舰”，接着在将指挥权交给了副舰长后回到了自己的船舱，决意与舰同沉。他后来被追授海军中将衔。
1944年11月3日，猪口敏平之子猪口智在菲律宾塔克洛班外海因发动神风特攻而战死，死后被追授海军大尉衔。